# Длуґе (Остроленцький повіт)
Длуґе (пол. Długie) — село в Польщі, у гміні Чарня Остроленцького повіту Мазовецького воєводства.
Населення — 276 осіб (2011).
У 1975-1998 роках село належало до Остроленцького воєводства.

## Демографія
Демографічна структура станом на 31 березня 2011 року:
|          | Загалом | Допрацездатний вік | Працездатний вік | Постпрацездатний вік |
| -------- | ------- | ------------------ | ---------------- | -------------------- |
| Чоловіки | 150     | 34                 | 95               | 21                   |
| Жінки    | 126     | 27                 | 65               | 34                   |
| Разом    | 276     | 61                 | 160              | 55                   |